# XHRIC-FM
XHRIC-FM là đài phát thanh trên tần số 101,9 FM tại Poza Rica, Veracruz. Nó mang định dạng pop Exa FM từ MVS Radio. Ban đầu nó thuộc sở hữu của phó liên bang một thời Marcos López Mora, nhưng bây giờ nó thuộc sở hữu của Marcos López Zamora.

## Lịch sử
XHRIC đã nhận được sự nhượng bộ vào ngày 2 tháng 7 năm 1993.